# Жауме Фабре
Хайме Фабре (ісп. Jaume Fabre) — архітектор початку XIV століття, народився на Майорці.

## Біографія
У 1317 році він задокументовано як майстер будівництва монастиря Санто-Домінго5 у Пальма-де-Майорка. У 1313 році він зобов'язався настоятелю монастиря, Арнау Бурге, брати участь у роботах, коли це буде необхідно.
У 1317 році він підписав контракт з єпископом Понсом де Гуальба на виконання першого етапу будівництва Барселонський собор.
Первісні роботи з будівництва церкви Санта-Марія-дель-Мар приписують йому, і можливо, що він розпочав роботи.